# هاریانا
هَریانا (به هندی: हरियाणा، به پنجابی: ਹਰਿਆਣਾ) ایالتی در شمال هند است که در سال ۱۹۶۶ پس از تقسیم پنجاب بر اساس زبان شکل گرفت. این ایالت با مساحتی کمتر از ۱٫۴ درصد هند، بیست و یکمین ایالت بزرگ کشور است. چندیگره پایتخت مشترک هریانا و پنجاب است، در حالی که فریدآباد پرجمعیت‌ترین شهر و گورگائون یکی از مراکز اصلی فناوری اطلاعات و خودروسازی هند است.
هریانا از شمال غرب با پنجاب و چندیگره، از شمال و شمال‌شرق با هیماچال پرادش و اوتاراکند، از شرق با اوتار پرادش و دهلی، و از جنوب و جنوب غرب با راجستان هم‌مرز است.
اکثریت مردم هریانا هندو هستند و اقلیت‌هایی از سیک‌ها و مسلمانان نیز وجود دارند. جمعیت روستایی غالب است، اما شهرهایی مانند فریدآباد، روهتاک، و پانی‌پت به‌سرعت در حال رشد هستند.
هریانا شامل دشت‌های آبرفتی و رشته‌کوه‌های سیوالیک و آراوالی است. تنها رودخانه دائمی آن، یامونا، در مرز شرقی جریان دارد. خاک این منطقه عموماً حاصلخیز است، اما نیاز به آبیاری دارد. آب‌وهوای هریانا در تابستان بسیار گرم و در زمستان سرد است، با بارندگی عمدتاً بین ماه‌های ژوئیه تا سپتامبر.
هریانا ایالتی کشاورزی است که تولیداتی مانند گندم، برنج، و پنبه دارد و از انقلاب سبز بهره برده است. صنایع تولیدی مانند فرآوری پنبه، شکر، و تولید ماشین‌آلات کشاورزی نیز مهم هستند.
این ایالت دارای یک سیستم حکومتی تک‌مجلسی است و قانون اساسی آن تحت چارچوب ملی هند است. هریانا و پنجاب دادگاه عالی مشترکی دارند.
این ایالت به‌دلیل شبکه ترابری قوی خود و دسترسی به دهلی از اهمیت راهبردی برخوردار است. هریانا دارای ۳۲ منطقه اقتصادی ویژه است که عمدتاً در راهگذرهای صنعتی منطقه پایتخت ملی هند واقع شده‌اند. این ایالت از نظر شاخص توسعه انسانی در رتبه یازدهم بین ایالت‌های هند قرار دارد و سیزدهمین اقتصاد بزرگ هند را دارد. هریانا از نظر تاریخ، بناهای تاریخی، میراث فرهنگی، گیاهان و جانوران و گردشگری غنی است و دارای اقتصاد توسعه‌یافته، بزرگراه‌های ملی و جاده‌های ایالتی است. این ایالت از شمال با پنجاب و هیماچال پرادش، از غرب و جنوب با راجستان و از شرق با رود یامونا و ایالت اوتار پرادش همسایه است. هریانا همچنین از سه طرف (شمال، غرب و جنوب) منطقه پایتخت ملی هند را احاطه کرده است و بخش بزرگی از آن در این منطقه برای اهداف برنامه‌ریزی و توسعه گنجانده شده است.

## ریشه‌شناسی نام
نام «هریانا» قدمتی باستانی دارد و در گذشته با نام‌هایی مانند برهم‌ورتا (سرزمین برهما) و آریاورته (سرزمین آریاها) شناخته می‌شد. این نام‌ها به ارتباط منطقه با خدای برهما، آریاها و فرهنگ ودایی اشاره دارند. پروفسور اچ. اِی. فادکه هریانا را مهد فرهنگ هند و «بهشت روی زمین» می‌داند. نام‌هایی چون هریانک و باهودانیاکا نیز به فراوانی محصولات کشاورزی آن اشاره دارند.
کتیبه‌ای از دورهٔ بالبان و حکاکی‌هایی از زمان سلطان محمد بن تغلق، این منطقه را با نام‌های مشابه ثبت کرده‌اند. برخی معتقدند نام هریانا به پرستش هری (ایندرا) و درخواست باران یا به پادشاهی به نام واسوراجا در ریگ‌ودا مرتبط است.

## جغرافیا
هریانا از پنج منطقه جغرافیایی طبیعی تشکیل شده است که پایه‌ای برای بررسی سیستماتیک محیط زمین‌شناسی فراهم می‌آورند:
- دشت شنی و ناهموار با تپه‌های شنی (بگر):

این منطقه در جنوب غربی هریانا قرار دارد و شامل تپه‌های شنی با ارتفاع ۲۳۰–۳۵۰ متر است. این منطقه که در بخش‌هایی از نواحی سیرا، حصار و بهیوانی قرار دارد، به دلیل خاک شنی و شرایط آب و هوایی خشک، بیشتر شبیه به بیابان است. تپه‌های شنی اغلب در راستای جهت باد شکل گرفته و برخی از آن‌ها متحرک‌اند، اما اکثر آن‌ها ثابت هستند.
- دشت آبرفتی (دشت گهگر-یامونا):

این دشت، از غنی‌ترین مناطق آبرفتی هند است و نقش مهمی در تأمین ذخایر غذایی کشور دارد. این دشت شامل زمین‌های آبرفتی قدیمی (بانگر) و جدیدتر (خدر، نالی و بت) است که هرکدام ویژگی‌های خاصی دارند. خاک‌های این منطقه به دلیل رسوبات غنی و منابع آبی حاصل از رودهای یامونا، غاگر و مارکندا، بسیار حاصلخیز هستند.
- بلندی‌های آراوالی:

این منطقه با ارتفاعات ۳۰۰–۶۰۰ متر، شامل تپه‌های آراوالی است که به تدریج به دشت‌ها ختم می‌شود.
- تپه‌های شیوالیک:

این منطقه کوهستانی با ارتفاع بیش از ۴۰۰ متر، بخشی از هریانا است که تنوع توپوگرافی قابل توجهی دارد.
- منطقه پای‌کوهی:

دشت پای‌کوهی با ارتفاع ۳۰۰–۴۰۰ متر بین شیوالیک و دشت آبرفتی قرار دارد و بخشی از اراضی کشاورزی مناسب را تشکیل می‌دهد.
هریانا به دلیل زمین‌های هموار و دشت‌های وسیع، شرایط مطلوبی برای کشاورزی و استفاده از ماشین‌آلات کشاورزی دارد. مناطق آبرفتی با منابع آبی مناسب از طریق کانال‌ها و چاه‌های آب، از جمله غنی‌ترین نواحی کشاورزی هستند. علاوه بر این، توسعه کشاورزی خشک و آبیاری مدرن، چشم‌اندازهای امیدوارکننده‌ای برای این ایالت فراهم کرده است.
آب و هوای هریانا مشابه سایر ایالت‌های هند در دشت‌های شمالی است. تابستان‌ها بسیار گرم (تا ۵۰ درجه سانتی‌گراد) و زمستان‌ها سرد (تا ۱ درجه سانتی‌گراد) می‌شود. ماه‌های مه و ژوئن گرم‌ترین و دسامبر و ژانویه سردترین ماه‌ها هستند. بارش باران در ایالت متغیر است و بیشتر در ماه‌های جولای تا سپتامبر (فصل موسمی) رخ می‌دهد.
در مورد گیاهان و جانوران، جنگل‌های خاردار و درختانی مانند توت‌فرنگی، اکالیپتوس، کاج و بابل در هریانا یافت می‌شوند. جانورانی مانند آهو، گورخر، پلنگ و روباه نیز در این ایالت زندگی می‌کنند. بیش از ۳۰۰ گونه پرنده نیز در هریانا یافت می‌شوند.

## تاریخ
هریانا، خاستگاه متون کهن وداها، از مهم‌ترین مراکز شکل‌گیری آیین ودایی و هندوئیسم بوده است. ودایان توسط آریایی‌هایی که بین سال‌های ۲۰۰۰ تا ۱۵۰۰ پیش از میلاد به این منطقه وارد شدند، نوشته شده‌اند. هندوئیسم نیز تا قرن دوم پیش از میلاد در این منطقه شکل گرفت و تا قرن چهارم میلادی به دو شاخه مجزا تقسیم شد.
به دلیل قرارگیری هریانا در مسیر مهاجرت‌ها، این منطقه شاهد هجوم‌های تاریخی بسیاری بوده است؛ از جمله تهاجم اسکندر مقدونی در ۳۲۶ پیش از میلاد. همچنین، هریانا صحنه نبردهای سرنوشت‌ساز تاریخ هند بوده است، مانند نبردهای پانی‌پت (۱۵۲۶، ۱۵۵۶، و ۱۷۶۱) و نبرد کرنال در ۱۷۳۹. این نبردها تأثیرات عمیقی بر تاریخ سیاسی و اجتماعی منطقه داشته‌اند، از جمله برقراری سلطه گورکانیان و سپس انگلیسی‌ها.
هریانا در سال ۱۸۰۳ به کمپانی هند شرقی بریتانیا واگذار شد و در ۱۸۵۸ به پنجاب ضمیمه شد. اما به‌دلیل تفاوت‌های زبانی و مذهبی میان هندی‌زبان‌های هریانا و پنجابی‌زبان‌های سیک‌ها، ادغام این دو منطقه تنش‌هایی ایجاد کرد. در اوایل قرن ۲۰، رهبرانی مانند لالا لاجپت رای و نکی رام شارما برای ایجاد ایالتی مستقل تلاش کردند.
پس از استقلال هند در ۱۹۴۷، هریانا همچنان بخشی از پنجاب باقی ماند، اما درخواست‌ها برای جدایی ادامه یافت. این حرکت در دهه ۱۹۶۰ شدت گرفت و در نهایت با تصویب قانون بازسازماندهی پنجاب در ۱۹۶۶، هریانا به‌عنوان هفدهمین ایالت هند مستقل شد.